# USS Atka (AGB-3)

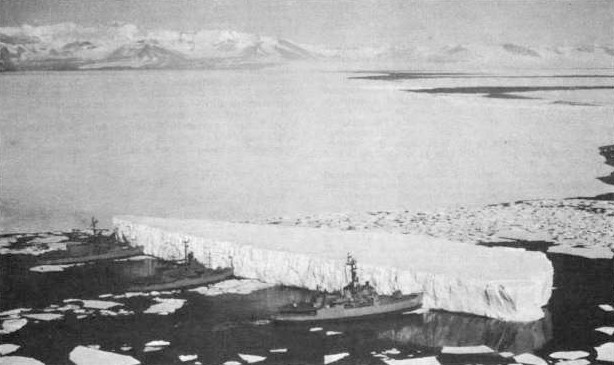
USS Atka (i mitten) flyttar tillsammans med och ett isberg nära McMurdo Station vid Antarktis.

USS Atka (AGB-3) (även under namnen USCGC Southwind (WAGB-280) och Amiral Makarov) var en isbrytare i amerikanska flottan. Hon sjösattes 1943 som USCGC Southwind (WAGB-280) och var i tjänst för den amerikanska kustbevakningen till 1945. Genom lend-lease-avtal började hon detta år att tjänstgöra åt den sovjetiska handelsflottan under namnet Amiral Makarov (ryska: Адмирал Макаров). 1950 var hon tillbaka i amerikansk tjänst för marinen och döptes om till USS Atka (AGB-3) efter ön Atka i Aleuterna. Hon tillhörde Atlantflottan och gick huvudsakligen i Arktis, men även till Antarktis. 1964 började all amerikansk isbrytning att samlas under kustbevakningen och 1966 överfördes Atka dit. Hon fick tillbaka sitt flicknamn USCGC Southwind. Hon togs ur tjänst 1974 och skrotades 1976.

## Övrigt
En bild på fartyget används även som omslagsbild till albumet Rosenrot med det tyska bandet Rammstein.